# Faculdade Nova Roma
A Faculdade Nova Roma é uma instituição de ensino superior privada brasileira localizado no Recife (Pernambuco), mantida pelo Centro Brasileiro de Profissionalização Empresarial Ltda. – CBPE.

## Histórico
O CBPE foi idealizado no início de 2004 e teve início de funcionamento em 2005, com toda a infra-estrutura física e pedagógica exigidas pela Fundação Getúlio Vargas, promovendo o ensino de pós-graduação em Administração de Empresas.
A partir de 2007, com a maturidade alcançada pelo CBPE, que além de pós-graduação, promove também seminários, congressos e cursos de aperfeiçoamento, técnico e atualização em diferentes áreas de concentração, constituiu-se a Faculdade Nova Roma, tendo sido credenciada pela portaria da Secretaria de Educação Superior do Ministério da Educação – MEC/SESu, nº 475, de 18 de maio de 2007, passando a ser responsável por viabilizar as operações da Fundação Getúlio Vargas no Estado de Pernambuco, incluindo o lançamento do curso de graduação em Administração de Empresas certificado pela FGV (Portaria MEC/SESu nº 412, 18/05/2007). 

## Cursos

### Graduação
- Administração
- Ciências Contábeis
- Ciências da Computação
- Direito
- Engenharia de Produção
- Engenharia Civil
- Gestão Financeira
- Gestão Comercial
- Gestão de RH
- Logística
- Processos Gerenciais

### Pós-graduação
- MBAs Executivos

Direito Civil e Processual Civil
Gerenciamento de Projetos
Gestão de Pessoas em Ambientes de Mudanças
Gestão Empresarial
Gestão Financeira, Controladoria e Auditoria
Marketing
- Administração de Empresas